# Sawyer Sweeten
Sawyer Storm Sweeten (Brownwood, Texas, Estados Unidos, 12 de mayo de 1995-ibídem, 23 de abril de 2015) fue un actor estadounidense, principalmente conocido por el papel de Geoffrey Barone en Everybody Loves Raymond. Era hermano gemelo de Sullivan, quien también actuaba en la serie, junto a su hermana mayor Madylin, igualmente actriz en esta misma serie.

## Biografía
Sawyer y su hermano gemelo Sullivan nacieron en Brownwood, Texas, fruto del matrimonio entre Lynn Sweeten y Elizabeth Anne Millsap. Tenía ocho hermanos más, una de ellas también actriz, Madylin (n. 1991). Residían en una pequeña ciudad dentro de Los Ángeles, California  llamada La Cañada Flintridge, lugar donde asistió al high school. En la televisión se dio a conocer actuando en las series Everybody Loves Raymond y Even Stevens, mientras que en el cine actuó en la película de 2002 dirigida por Enrico Colantoni, Los casos de Frank McKlusky.

## Fallecimiento
Sawyer Sweeten falleció el 23 de abril de 2015, cuando se encontraba de visita en la casa de sus padres en Brownwood, Texas. La causa de su muerte fue suicidio, el cual se ejecutó a través de un disparo autoinflingido en su cabeza.

## Filmografía

### Televisión
| Televisión  | Televisión              | Televisión      | Televisión                                        | Televisión |
| Año         | Título                  | Personaje       | Notas                                             |            |
| ----------- | ----------------------- | --------------- | ------------------------------------------------- | ---------- |
| 1996 - 2005 | Everybody Loves Raymond | Geoffrey Barone | Protagonista.                                     |            |
| 2000        | Even Stevens            | Milton          | 1 episodio: "All About Yvette".                   |            |
| 2010        | TV Land Award           | Él mismo        | Representando a la serie Everybody Loves Raymond. |            |

### Cine
| Cine | Cine                        | Cine          | Cine      | Cine |
| Año  | Título                      | Personaje     | Notas     |      |
| ---- | --------------------------- | ------------- | --------- | ---- |
| 2002 | Los casos de Frank McKlusky | Frank (joven) | Película. |      |